# Grange aux dîmes de Perrières
La grange aux dîmes de Perrières est une ancienne grange monastique qui se dresse sur le territoire de la commune française de Perrières, dans le département du Calvados, en région Normandie.
L'ancienne grange aux dîmes est classée aux monuments historiques.

## Localisation
La grange est située à Perrières, dans le département français du Calvados.

## Historique
L'édifice est daté du XIIIe siècle ou du XIIe siècle.

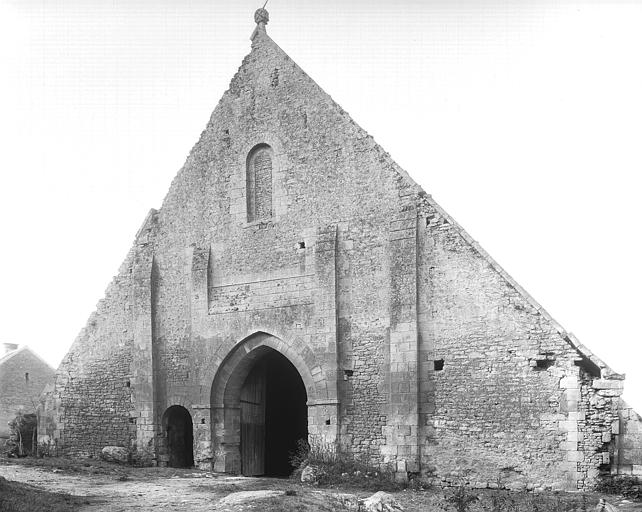
Photographie de la grange par Eugène Lefèvre-Pontalis.

Le prieuré bénédictin de Perrières créé au XIe siècle se développe rapidement et s'enrichit jusqu'au XIIIe siècle, ce développement s'interrompant et le site devenant secondaire.
L'édifice est vendu comme bien national pendant la Révolution française puis laissé à l'abandon jusqu'à la fin du XIXe siècle.
La grange est restaurée au début du XXe siècle.
La toiture est détruite lors d'un incendie le vendredi 13 décembre 2013 à 18 h. La restauration a lieu en 2017.

## Description
L'édifice est construit en calcaire et en pierre de Caen.
La nef mesure 8,50 m de large sur 30 m de long et comporte six arcades.

## Protection aux monuments historiques
L'ancienne grange aux dîmes est classée au titre des monuments historiques par arrêté du 2 avril 1947.